# Nauderer Hennesiglspitze
El Nauderer Hennesiglspitze és una muntanya de 3.042 m de la serralada dels Alps d'Ötztal, situada a la frontera entre l'Estat del Tirol (Àustria), i el Tirol del Sud (regió de Trentino-Tirol del Sud, Itàlia).